# Nycteris aurita
Nycteris aurita es una especie de murciélago de la familia Nycteridae.

## Distribución geográfica
Se encuentra en África Oriental Sudán Somalia Etiopía, Uganda Kenia Tanzania y Zambia.